# 齋明寺古道
24°53′51″N 121°16′11″E / 24.897581°N 121.269811°E
齋明寺古道，是一條位於齋明寺古道位於桃園市大溪區齋明寺側邊的古道，建立於1923年，至今已有120年歷史，每年4-5月可以在此古道欣賞油桐花。

## 沿革
齋明寺古道是桃園市大溪區河西地區三大古道之一 。古道由普海法師請工人砌石鋪路建造而成，所用石材產自大漢溪，是善士到齋明寺拜拜一定要經過的路 。古道與道路桃64線交接處有立一個牌坊，牌坊上面的提字為：「日夜溪聲尋道岸，縈緇轍跡擁賢關」。
夕陽西下時走到古道高處可以眺望大漢溪的夕陽，即大溪八景之一的「靈塔斜陽」。

## 外部連結
- 桃園大溪．齋明寺&古道（清靜莊嚴的三級古蹟古老佛寺） （页面存档备份，存于）愛伯特吃喝玩樂全記錄